# Rittergut Lemmie

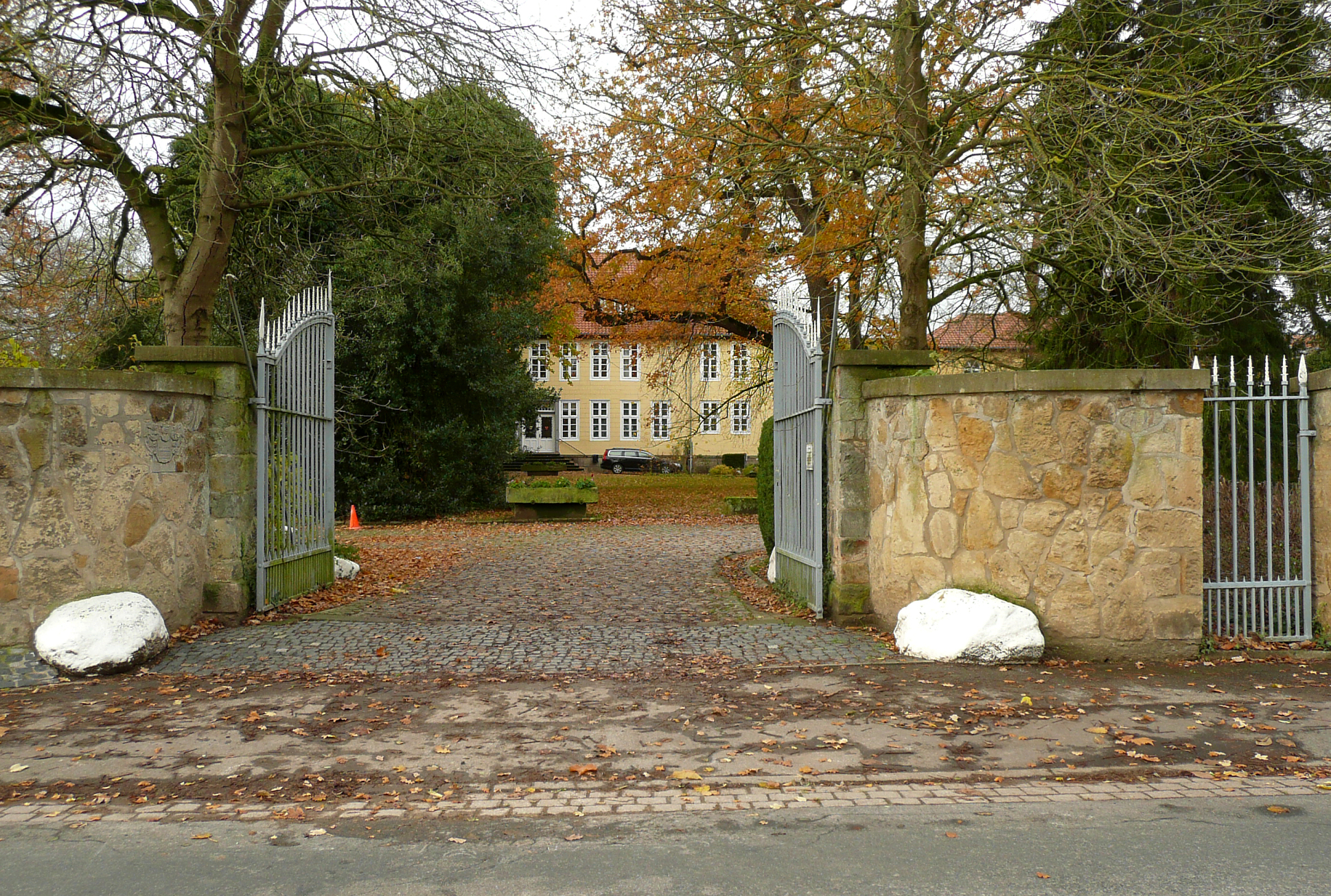
Haupttor und Gutshaus des Ritterguts Lemmie

Das Rittergut Lemmie ist ein Anwesen in Lemmie, einem Stadtteil von Gehrden in der Region Hannover in Niedersachsen. Das Rittergut als Gesamtheit sowie zahlreiche seiner Bauten als Einzelobjekte sind als Baudenkmale geschützt.

## Legenden
Über die Vorgeschichte des Gutshofs ist wenig bekannt.
Im Nachbarort Wennigsen gab es die Legende von einem Mönchskloster an der Stelle des späteren Ritterguts in Lemmie. Dieses sei zur Zeit vor der Reformation durch einen Geheimgang mit dem Nonnenkloster Wennigsen verbunden gewesen.
Nach mündlicher Überlieferung in Lemmie stand an der Stelle des Lemmier Gutes einst ein „Schloss“. Das in der flachen Landschaft weithin sichtbare Gebäude zog in den Franzosenkriegen immer wieder Militär an. Irgendwann waren es die Besitzer leid und sie ließen ihr Schloss abreißen. Seine Grundmauern müssten noch unter einem der Gebäude des heutigen Ritterguts zu finden sein.

## Geschichte
Zur Zeit des Kurfürstentums Hannover besaß Günther Erich von Lüpke in Lemmie im Amt Calenberg einen „von allen Unpflichten, Land- und Flurgeld, Wartgeld, Landschatz, Dorftart“ und so weiter, befreiten Meierhof. 1670 wurde das Anwesen an den Geheimen Rat Otto Grote zu Schauen verkauft. In der Folge wechselten mehrmals die Besitzer. Zumeist wurde das landschaftlich reizvoll gelegene Gut Lemmie als eine Art Sommerresidenz genutzt.
1694 erwarb der in hannoverschen Diensten stehende hugenottische Diplomat Joseph August du Cros das Gut Lemmie.
Weitere Besitzer waren von 1738 bis 1770 Georg Wilhelm Ebell, danach seine Erbtochter Louise und von 1777 bis 1813 ihr Gatte Georg Friedrich Wedemeyer.

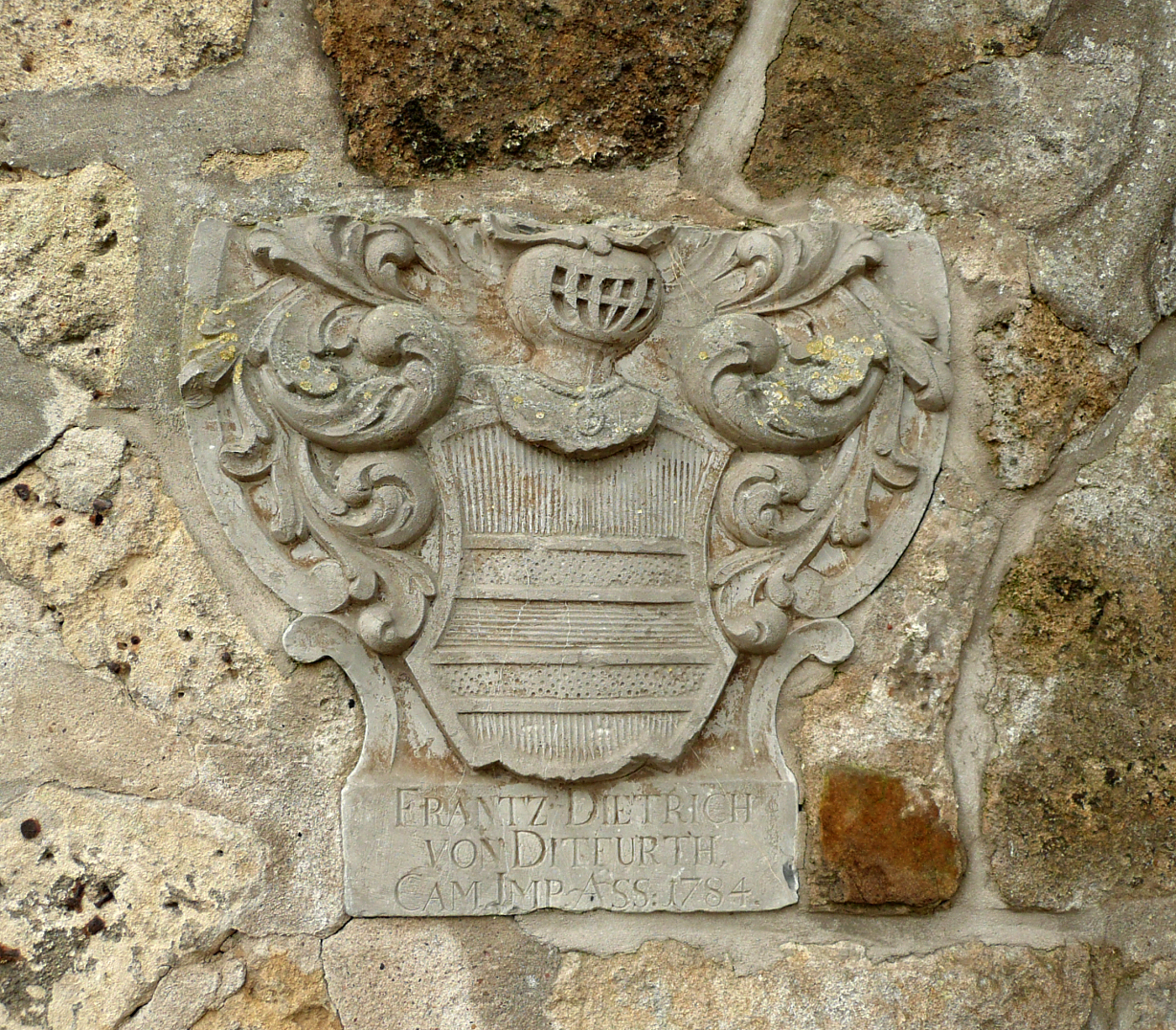
Wappen von Franz Dietrich von Ditfurth neben dem Haupttor

1852 erwarb der durch eine unerwartete Erbschaft an das Gut Verliehausen und Geld seines Onkels gekommene königlich hannoversche Major Börries von Hattorf das Gut aus dem Besitz Viktor von Heimburgs aus Nordgoltern.
Hattorf erwarb sechs Bauernhöfe in Lemmie und einen im Nachbardorf Sorsum. 1865 kaufte er zudem eine Ritterstimme des Herrn von Lenthe. Diese wurde auf Hattorfs Lemmier Gut übertragen. 1899 kam das Rittergut Lemmie durch Hattorfs Tochter an die Familie von Ditfurth. Nach drei Generationen übernahm 2003 Oda von Wedemeyer, geborene von Ditfurth, das Anwesen.

## Beschreibung
Die ausgedehnte Gutsanlage im Süden des Dorfes Lemmie prägt als Bauensemble aus mehreren historischen Gebäuden, Park und Allee das Bild des Ortes und der umliegenden Landschaft.

### Herrenhaus
Das Herrenhaus wurde um das Jahr 1830 wohl auf den Fundamenten eines Vorgängergebäudes errichtet.
Der zweigeschossige, ehemals symmetrisch siebenachsige Fachwerkgebäude mit Quaderputz unter Halbwalmdach wurde vermutlich um 1850 an seiner Nordseite um zwei Achsen erweitert.
Das Kellergeschoss und die Freitreppe zum Ehrenhof vor dem Portal an der Ostseite sind aus Sandstein gebaut.
Das Gebäude wurde bei der Erweiterung um einen Küchentrakt an seiner Westseite ergänzt.

### Kavaliershaus

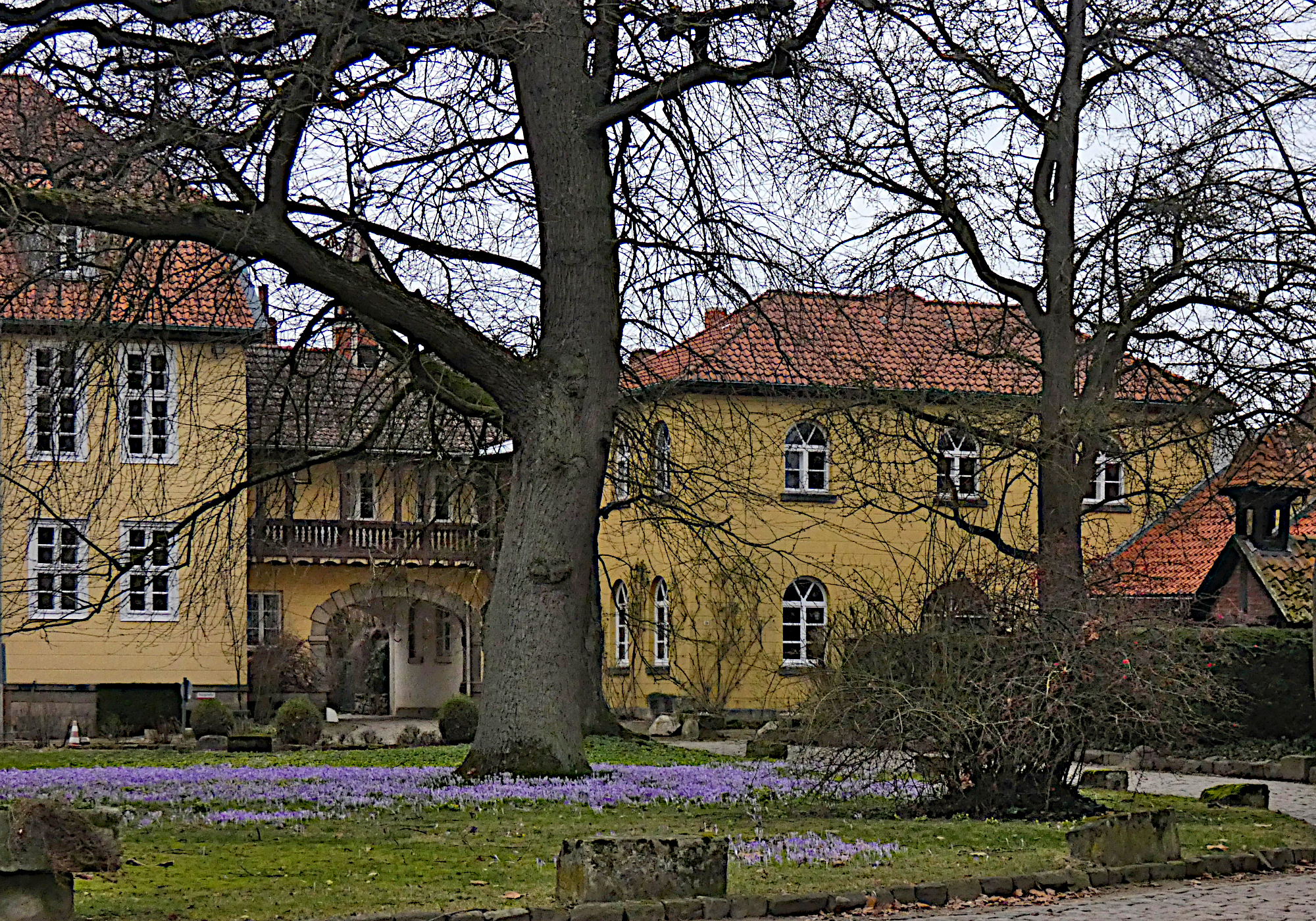
Verbindungstrakt und Kavaliershaus

Das Kavaliershaus wurde um 1850 nördlich des Herrenhauses errichtet. Das zweigeschossige Gebäude ist durch einen Verbindungstrakt mit Durchfahrt und Dachreiter mit dem Herrenhaus verbunden.

### Längsdurchfahrtsscheune
Eine Längsdurchfahrtsscheune mit einem Untergeschoss aus Bruchsteinmauerwerk bildet den Abschluss der Gutsanlage nach Westen.
Der verwendete Kalkstein stammt vermutlich aus einem Steinbruch am Bettenser Berg.
Das Obergeschoss unter dem Halbwalmdach ist aus roten Ziegeln aufgemauert. An der Erhaltung der Längsdurchfahrtsscheune besteht wegen der ortsbildprägenden Bedeutung, der beispielhaften Ausprägung des Gebäudetypus sowie als Element des räumlichen Gefüges der Gutsanlage ein öffentliches Interesse.

### Wirtschaftsgebäude
Das Wirtschaftsgebäude bildet gemeinsam mit dem westlich benachbarten und ebenfalls denkmalgeschützten Gartenhaus die Abgrenzung des Hofbereichs vor dem Eingangsportal des Gutshauses zum weiter südlich gelegenen Gutspark. An ihrer Erhaltung besteht wegen der ortsbildprägenden Bedeutung, der beispielhaften Ausprägung des Gebäudetypus sowie als Element des räumlichen Gefüges der Gutsanlage ein öffentliches Interesse.

### Gutspark
Der Gutspark im südlichen Bereich des Ritterguts ist eine Gartenanlage mit interessanten und exotischen Bäumen. An der Erhaltung der historischen Parkanlage besteht aufgrund des geschichtlichen Zeugnis- und Schauwertes sowie der städtebaulichen Bedeutung ein öffentliches Interesse.

### Mauer
Der Park ist an seiner West-, Süd- und Ostseite von einer hohen Bruchsteinmauer mit Plattenabdeckung umgeben, die auch den Repräsentationsbereich des Gutes nach Osten hin abgrenzt. Im Mittelabschnitt der südlichen Mauer gibt es ein Eingangstor zu dem dahinter als Mittelachse der Parkanlage in Nordsüdrichtung verlaufenden Weg. An der Südostecke des Parks ist ein Belvedere, eine erhöhte Aussichtsplattform, in die Mauer integriert.
Die Mauer hat einen großen Anteil an der ortsbildprägenden Wirkung des Rittergutes. An ihrer Erhaltung besteht aufgrund der städtebaulichen Bedeutung für das Ortsbild und als Element des räumlichen Gefüges einer Gutsanlage mit geschichtlichen Zeugnis- und Schauwert ein öffentliches Interesse.
An der im 19. Jahrhundert errichteten Sandsteinmauer kam es wiederholt zu Vandalismus in Form von Farbschmierereien. Die Farbe lässt sich mit herkömmlichen Mitteln nicht ohne bleibende Schäden vom Stein entfernen.

### Lindenallee
Östlich der Alten Bahnhofstraße wurde gegenüber der Einfahrt des Rittergutes bei einer Umgestaltung des Anwesens zu Beginn des 20. Jahrhunderts eine Allee aus 44 Linden und einem Eingang aus 9 Walnussbäumen angelegt. Die Allee sollte das Gut mit der umliegenden Landschaft verknüpfen und bildet einen Zusammenhang mit den verschiedenen Aussichtspunkten am Rand des Gartens. An der Erhaltung der Lindenallee besteht aufgrund der geschichtlichen und städtebaulichen Bedeutung ein öffentliches Interesse.

## Denkmalschutz
Neben den zahlreichen Einzeldenkmalen gemäß § 3 Abs. 2 NDSchG ist auch das ehemalige Rittergut als Gruppe baulicher Anlagen gemäß § 3 Abs. 3 S. 1 NDSchG als Baudenkmal geschützt.
An der Erhaltung des ehemaligen Rittergutes besteht aufgrund der städtebaulichen Bedeutung des großflächigen Gutes mit seinen Grünanlagen und des geschichtlichen Zeugnis- und Schauwertes der Bestandteile ein öffentliches Interesse.

## Fotos

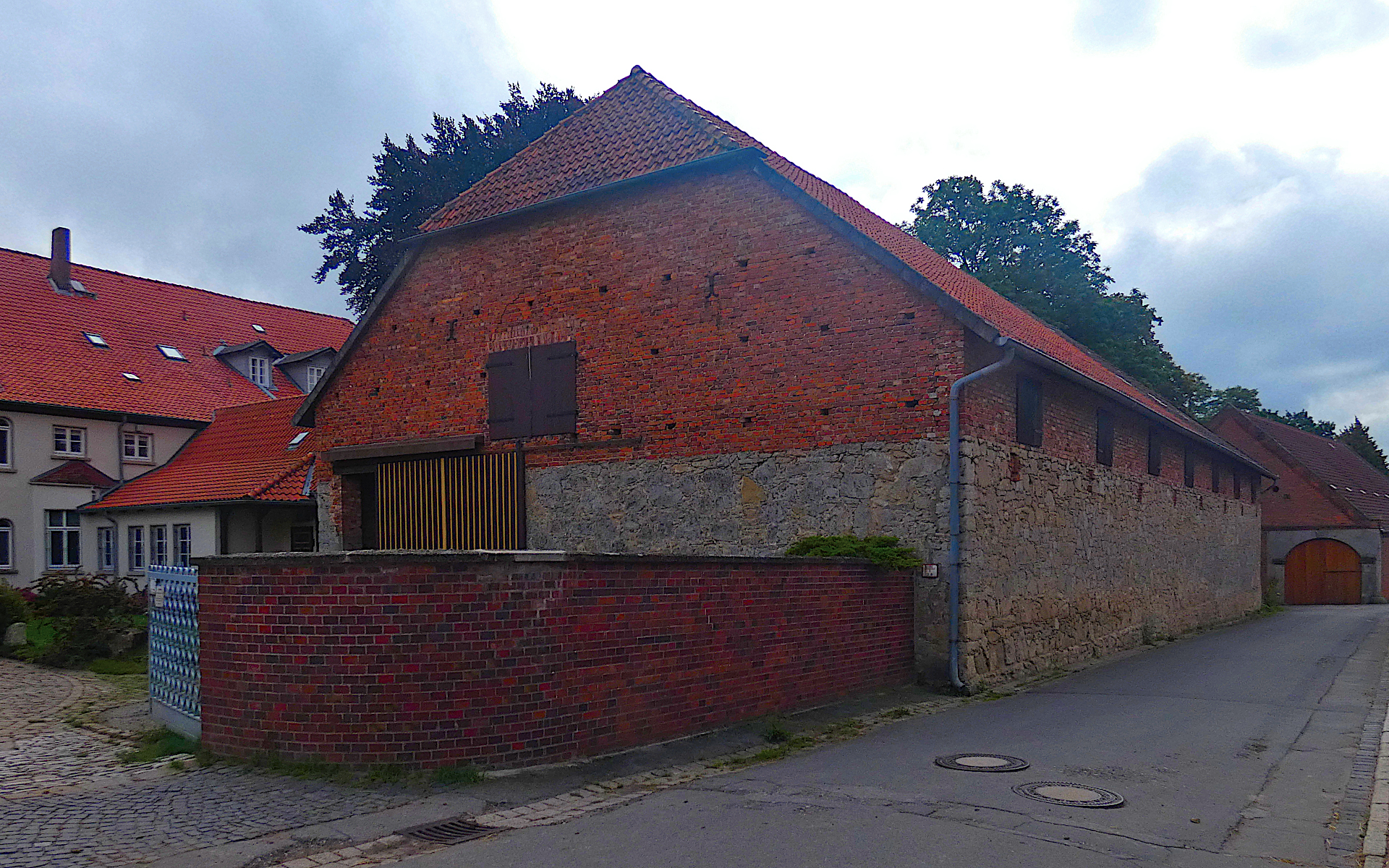
Längsdurchfahrtsscheune
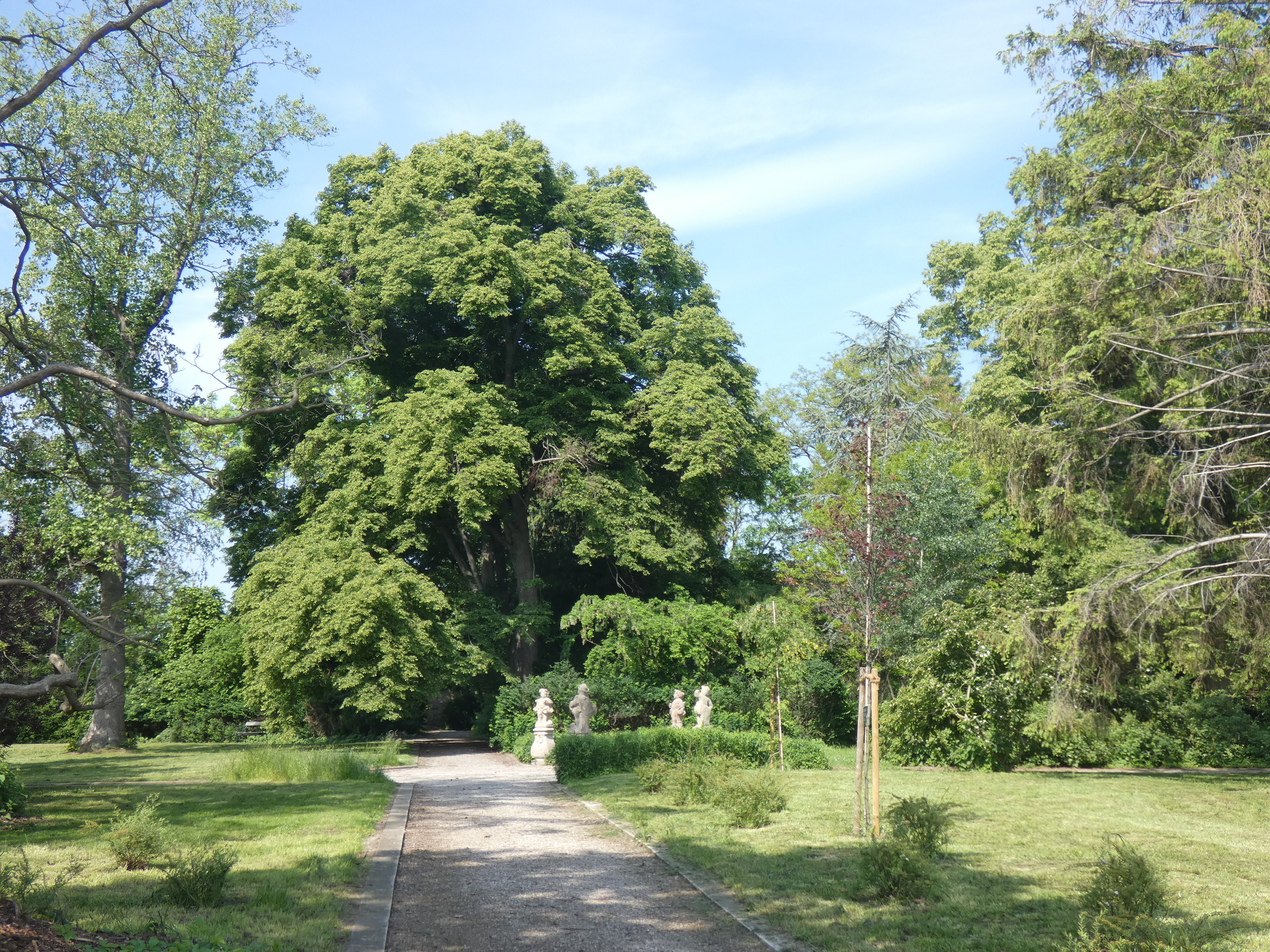
Gutspark
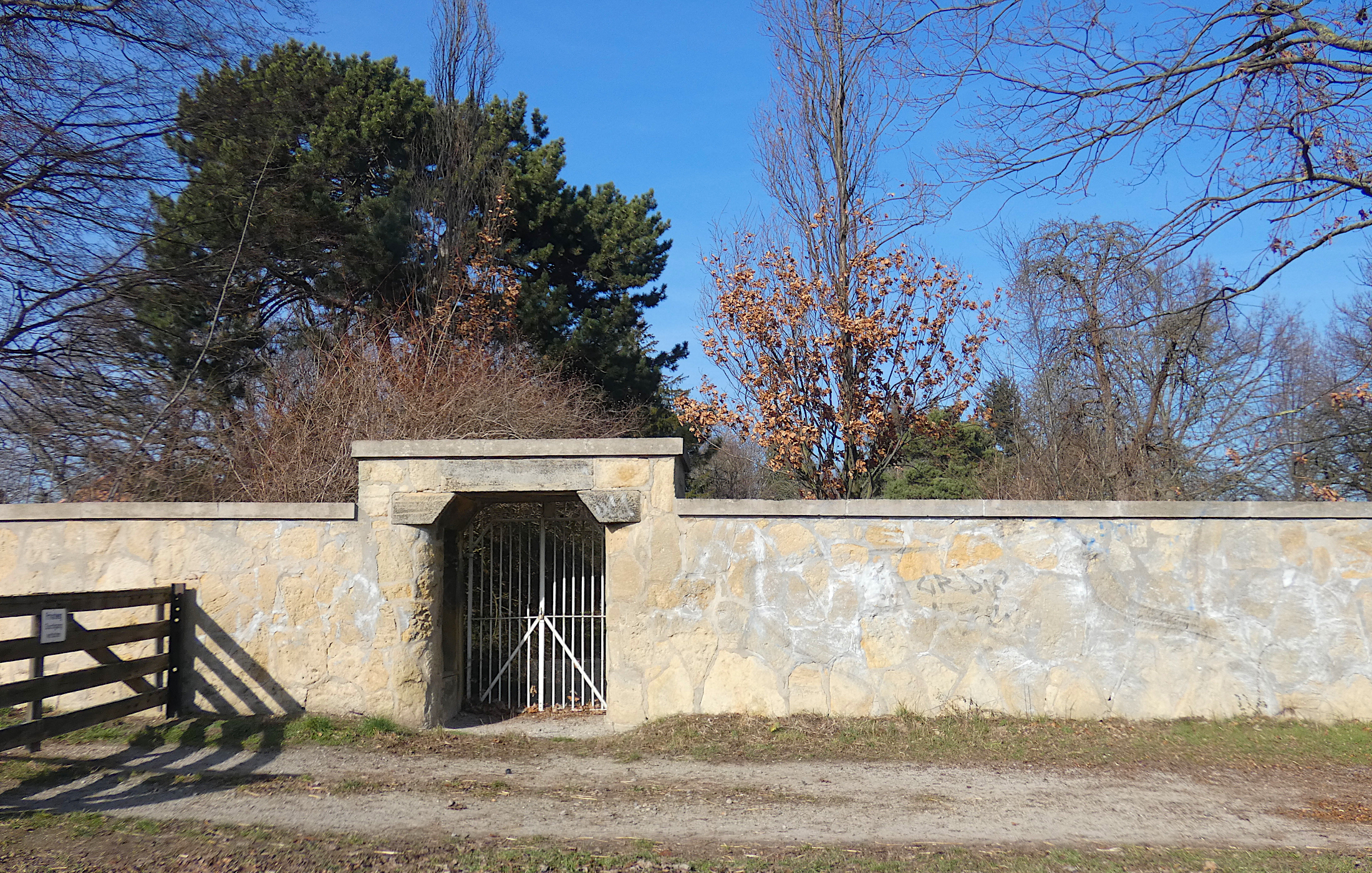
Sandsteinmauer
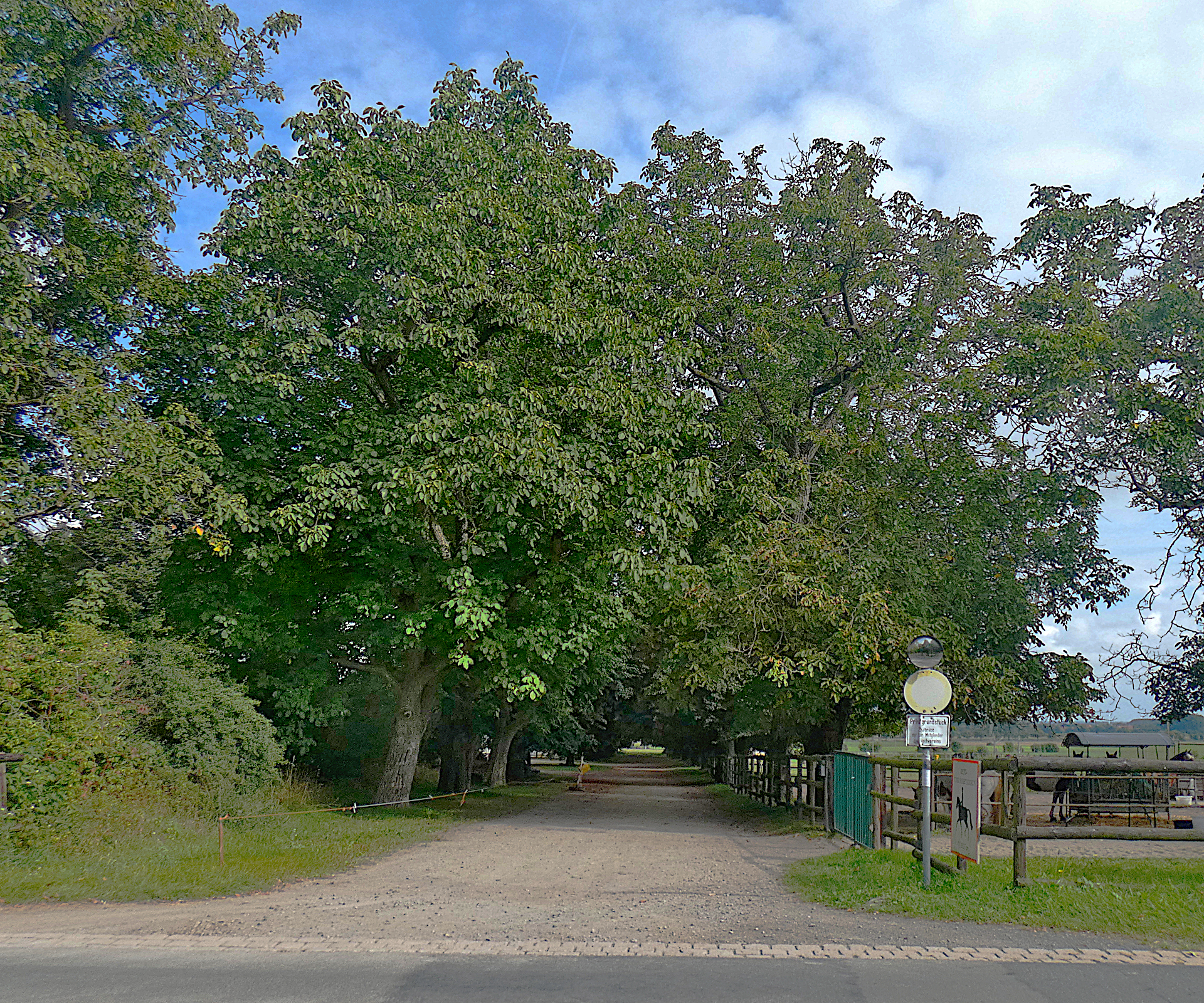
Lindenallee